# La Remunta
La Remunta, antigament coneguda com Ca n'Agustí o Ca n'Angulo, és una masia de l'Hospitalet de Llobregat catalogada com a bé cultural d'interès local.

## Història

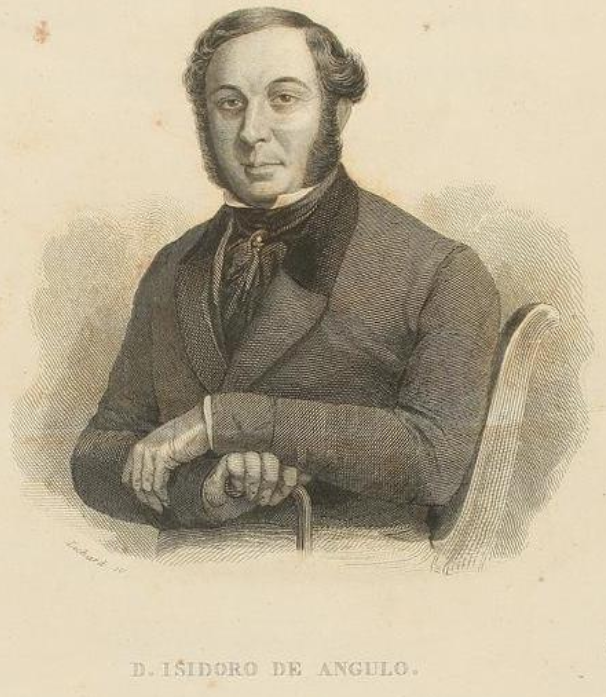
Retrat d'Isidor d'Angulo i d'Agustí

Antigament pertanyia als Fatjó. Un membre d'aquesta família, el jurista Tomàs Fatjó i Marsal (1675-1729), austriacista durant la Guerra de Successió, es va exiliar el 1714 i probablement retornà a Catalunya després del Tractat de Viena (1725). El seu patrimoni passà a mans del seu net Tomàs d'Agustí i Fatjó, la filla del qual, Montserrat d'Agustí i Mena, es va casar amb el militar Manuel de Angulo y Ante, nascut a Popayán i que fou un dels promotors del Canal de la Infanta.
El seu fill Isidor d'Angulo i d'Agustí (1812-1854) fou un   economista agrònom i terraninent del Delta del Llobregat. El 1886, el Ministeri de la Guerra va comprar la casa i la finca de 8,5 hectàrees a la seva vídua Mercè Bertran i d'Amat per la quantitat de 75.000 rals de billó. Va ser destinada al cos d'artilleria fins al 1902, quan va passar a Dipòsit de Sementals d'Artilleria, que li va donar el seu nom popular. El 1994 s'hi va instal·lar una escola de capacitació agrària.
El 2007 va ser cedida a l'Ajuntament de l'Hospitalet, i entre 2013 i 2014 les cavallerisses van rehabilitades com a escola bressol.

## Descripció
Es de planta basilical amb coberta a dues vessants en el cos central i a una sola al costat esquerre. El costat dret presenta un terrat. A la façana principal s'obren tres obertures a la planta baixa i altres tres al primer pis, però la porta principal està situada al centre del primer pis i s'accedeix a ella mitjançant una escala doble. A les golfes s'obren dues finestres amb l'ampit motllurat. Totes les obertures, excepte les de la planta baixa, tenen la llinda i els brancals de carreus de pedra vista. La façana posterior és similar a la principal excepte a nivell de les golfes on s'obre una galeria de cinc arcs de mig punt. A la llinda de la porta del darrere hi ha la data de 1691.
El 1886 es van construir unes instal·lacions annexes destinades a cuidar del bestiar de la caserna: quadres, infermeria veterinària, obrador per a ferrar, etc. Són edificacions d'una o dues plantes realitzades en maó pintat o arrebossat i cobertes de terrat o de teulada a doble vessant, com al mòdul de magatzem. Les obertures són d'arc de mig punt o d'arc rebaixat i es troben alguns elements decoratius com pilastres adossades als murs, frontons corbats als terrats, motllures llises a la part superior de les obertures, etc.